# Komárom (district)
Het District Komárom (Komáromi járás) is een district (Hongaars: járás) in het Hongaarse comitaat Komárom-Esztergom. De hoofdstad is Komárom. 

## Plaatsen
- Almásfüzitő
- Ács
- Bana
- Bábolna
- Csém
- Kisigmánd
- Komárom
- Mocsa
- Nagyigmánd